# Thamnaconus fajardoi
Thamnaconus fajardoi is een straalvinnige vissensoort uit de familie van vijlvissen (Monacanthidae). De wetenschappelijke naam van de soort is voor het eerst geldig gepubliceerd in 1953 door Smith.